# Greet Geypen
Greet Geypen (Mechelen, 15 januari 1977) is een Belgisch historica en politica voor Open Vld. Sinds 2007 zetelt ze voor de partij in het college van burgemeester en schepenen van Mechelen.

## Studies
Geypen studeerde geschiedenis aan de Universiteit Gent, waar ze afstudeerde met grote onderscheiding. Aan de Université catholique de Louvain in Louvain-la-Neuve haalde ze met grote onderscheiding haar diploma in Internationale Betrekkingen en Vergelijkende Politieke Wetenschappen.

## Loopbaan
Na haar werk bij de Belgische Vereniging der Banken, kwam Geypen ook met politiek in aanraking. Ze was werkzaam op verschillende ministeriële kabinetten en op de hoofdzetel van de Open Vld. Bij de gemeenteraadsverkiezingen van 2006 werd ze verkozen tot gemeenteraadslid. 
In 2006 maakte zij zich sterk voor het behoud van de Sint-Jozef-Colomakerk. In 2007 stond men op het punt om de Sint-Jozef-Colomakerk in Mechelen af te breken. Door toedoen van Geypen werd de kerk beschermd als monument.
Van 2007 tot en met 2012 was ze schepen van Landbouw en Openbare Werken. Ze was de eerste vrouwelijke liberale schepen in Mechelen. Geypen ijverde in 2010 ervoor om een historische kano uit de late IJzertijd (475 tot 57 voor Christus) die bij de aanleg van de Afleidingsdijle in Nekkerspoel werd opgegraven, in langdurige bruikleen te krijgen in het Mechelse museum Brusselpoort. Voordien bevond de kano zich in een depot van het Koninklijke Musea voor Kunst en Geschiedenis in het Brusselse Jubelpark.
Sinds 2013 is Geypen schepen van Ruimtelijke Planning, Vastgoedbeleid, Wonen, Monumentenzorg, Stadsvernieuwing, Stedenbouw, Landbouw, Jeugd en Gezin. Een van haar speerpunten was het kindvriendelijker maken van de stad via het project Kinderstad Mechelen. In 2014 ontving Mechelen het Vlaamse label 'Kindvriendelijke steden en gemeenten'. Geypen nam namens de stad een oorkonde in ontvangst uit handen van minister Sven Gatz.
In 2013 werd ze verkozen tot voorzitter van de raad van bestuur van Iverlek. Hiermee is ze de eerste vrouw die de leiding krijgt over de distributienetbeheerder. Daarnaast is ze o.a. nog ondervoorzitter van Technopolis. 
Geypen was in 2014 gedurende drie dagen de eerste vrouwelijke burgemeester in Mechelen, zij het waarnemend, vanwege afwezigheid van de burgemeester, de eerste en de tweede schepen.

## Publicatie
In 2009 publiceerde Geypen haar boek 'Liberalisme in Mechelen' over de geschiedenis van de liberale beweging in Mechelen van 1830 tot 1961. Verder zijn enkele vooraanstaande liberalen opgenomen zoals Jean de Perceval, Goswin de Stassart en Paul Lamborelle.